# Oberea trigonalis
Oberea trigonalis là một loài bọ cánh cứng trong họ Cerambycidae.